# Concessioni Autostradali Lombarde
Concessioni Autostradali Lombarde S.p.A. è una azienda italiana che è stata creata per operare nel settore della gestione in concessione di tratti autostradali. La società ha per oggetto il compimento di tutte le attività, gli atti e i rapporti inerenti direttamente e indirettamente l'esercizio delle funzioni e dei poteri di soggetto concedente ed aggiudicatore trasferiti da ANAS S.p.A. per la realizzazione dell'Autostrada Pedemontana Lombarda, dell'autostrada diretta Brescia – Bergamo – Milano e delle Tangenziali esterne di Milano.
CAL è al 50% dell'ANAS e al 50% di A.R.I.A SpA (100% Regione Lombardia).

## Storia
È stata costituita il 19 febbraio 2007 in seguito alla Legge 296/06 (Legge finanziaria 2007), articolo 1, comma 979.

## Dati societari
- Ragione sociale: Concessioni Autostradali Lombarde - C.A.L. S.p.A.
- Sede legale: piazza Città di Lombardia 1 - 20124 Milano

## Fonti
- trasportoeuropa.it,  http://www.trasportoeuropa.it/modules.php?name=News&file=article&sid=1008.
- stradeanas.it,  http://www.stradeanas.it/index.php?/sala_stampa/comunicati_stampa/scarica/arg/comunicati/id/1823.
- Legge 296/06, su parlamento.it.